# Ricky Subagja
Ricky Subagja, född den 27 januari 1971, är en indonesisk idrottare som tog guld i badminton tillsammans med Rexy Mainaky vid olympiska sommarspelen 1996 i Atlanta.